# Lucienne Boyer
Lucienne Boyer (née Émilienne Henriette Boyer, 18 de agosto de 1901 - 6 de dezembro de 1984) é uma cantora francesa, nascida no 6.º arrondissement de Paris e falecida no 10.º arrondissement de Paris. Apelidada "A Dama Azul" por causa do vestido que usou durante suas turnês de canto, ela foi uma das artistas francesas mais elegantes do período entre guerras. Parlez-moi d'amour (1930) é seu sucesso mais famoso.

## Biografia

### Juventude e começos
Émilienne-Henriette Boyer nasceu em 18 de agosto de 1901 no 6º arrondissement de Paris, 89ª rue d'Assas (Tarnier Hospitalar). Filha de Henri Jules Boyer (1876-1914), encanador, e de Eugénie Antoinette Elia Carpentier, residente em 124ª rue Lecourbe. Seu pai, mobilizado em 2 de agosto de 1914 como soldado de 2ª classe do 22º Regimento de Infantaria Territorial foi morto em combate em 11 de outubro de 1914 em Foncquevillers. Depois de contribuir ainda muito jovem para o esforço de guerra em uma fábrica de armas, logo começou a exercer a profissão de sua mãe, Eugénie Antoinette Élia conhecida como Eliane Carpentier (1881-1938): modista. Tendo se tornado modelo, sua beleza a fez conhecer Amedeo Modigliani, Pablo Picasso e Foujita, de quem se tornou modelo.
Lucienne Boyer foi contratada como digitadora no teatro Athénée . Lá deu os primeiros passos no palco e depois de 1916 a 1917 estreou-se na música, sempre no Théâtre de l'Athénée, mas também no Théâtre Michel, no Concordia e no Eldorado, Chez Fisher, depois no Concert Mayol.

### De Paris à Broadway
O produtor americano Lee Schubert a descobriu nesta ocasião e a contratou para um contrato na Broadway que durou nove meses na companhia de Germaine Lix e da excêntrica garota Pardal. Sua carreira nos Estados Unidos e na América do Sul em Buenos Aires (1927) é hoje tão brilhante quanto na França. Ela cantou novamente em 1934 em Nova York no Rainbow Room e Little Theater da 44ª Rua.

### Retorno à França e Grand Prix
De volta a Paris, em 1928, abriu o cabaré Les Borgias e gravou seus primeiros discos, incluindo Tu me demandes si je t'aime ("Você me pergunta se eu te amo"). Ela posou nua pela primeira vez no verão de 1929. Foi em 1930 que ela criou a canção Parlez-moi d'amour, escrita por Jean Lenoir em 1923. O primeiro Grand Prix du Disque da Academia Charles-Cros coroou este sucesso no mesmo ano.
Ela então teve vários sucessos, como Si petite ou Un amour comme notre nous. Ela gravou alguns títulos com a dupla Pills e Tabet e casou-se com Jacques Pills, em 1939 como um segundo casamento. Desta união nasceu em 1941 uma filha, Jacqueline.

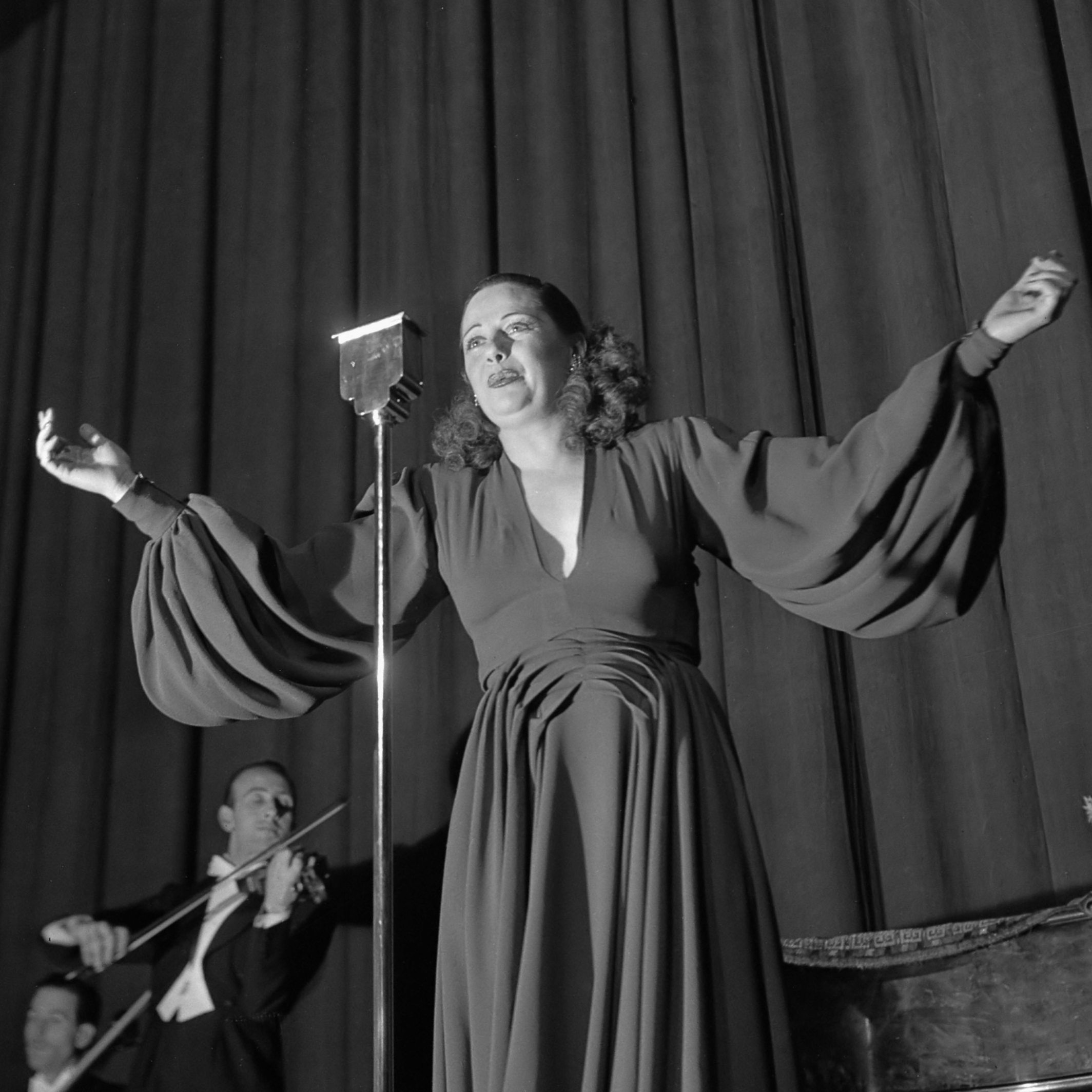
Lucienne Boyer em Amsterdã em 1945.

No início da ocupação alemã, Lucienne Boyer reabriu seu cabaré Chez elle, em referência ao seu grande sucesso Venez donc chez moi e renomeado Le Doge em 1943, rue Volney no 2º arrondissement. Ela também participa de programas na Rádio-Paris incluindo Ceheure est à vous de André Claveau, ao lado de outras estrelas cantoras como Maurice Chevalier, Fernandel ou Rina Ketty.

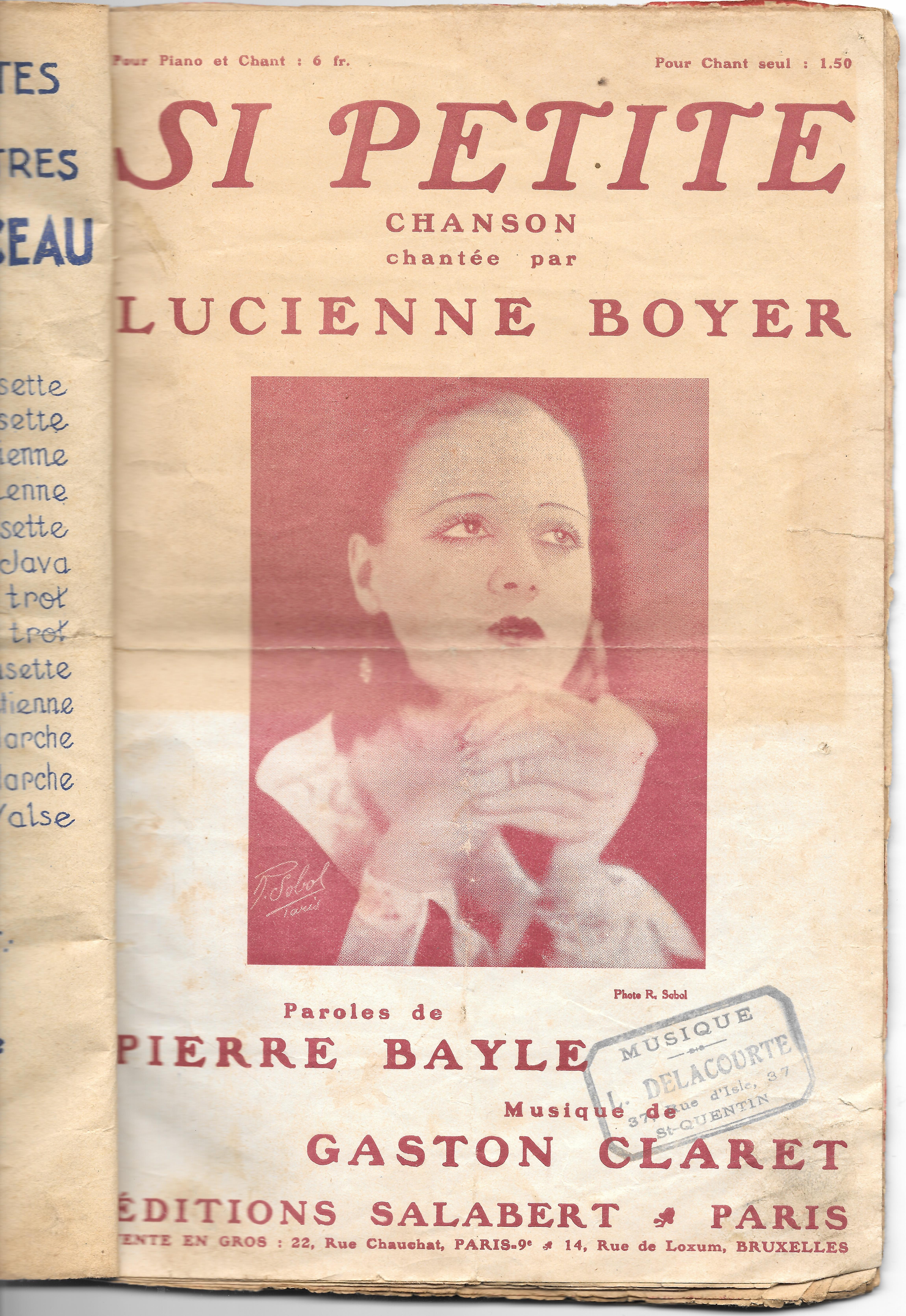
Capa da partitura da música Si petite interpretada por Lucienne Boyer.

Lucienne Boyer gravou e criou em 1942 Que reste-t-il de nos amours ?, canção escrita e composta por Charles Trenet no mesmo ano. Este último dirá desta música: “criada por Lucienne Boyer, [essa música] não foi muito bem, e foram os americanos que fizeram dela um sucesso" sob o título I Wish You Love, adaptado por Albert Askew Beach. Ela se apresenta em vários music halls, incluindo l'Étoile, Bobino e l'Européen. Em 1945, retomou e gravou Mon cœur est un violon, adaptação de um poema de Jean Richepin musicado pela neta deste, Miarka Laparcerie, e que se tornou um padrão mundial.
Na Libertação de Paris, ela continuou a se apresentar com sucesso, notadamente no La Cigale, antes de embarcar em uma turnê pela América do Sul e pelos Estados Unidos com o marido e a filha em 1946 concluída com uma longa estadia em Nova York, onde encontrou entre outros Maurice Chevalier e Édith Piaf. Nos Estados Unidos, ela criou Ah ! Le petit vin blanc mas também interpreta canções de Jean Tranchant como Les Nomseffaces, e outras que ela nunca gravará como Les jardins nous atende e Comme une song.
De volta a Paris em 1948, ela retomou suas turnês de canto em diversos cabarés. Ela se divorciou de Jacques Pills em 1950. Em 1954, Lucienne Boyer gravou dois discos de 78rpm na Alemanha Oriental. Em 1970, ela apareceu no filme Le Clair de Terre de Guy Gilles onde interpretou duas músicas. Um final de 45rpm gravado em 1971 e incluindo duas canções escritas por Pascal Sevran, L'amour se porte bien e Si quelqu'un vient vous dire, encerra sua carreira musical. Lucienne Boyer apareceu pela última vez no palco do Olympia em 1976 ao lado de sua filha.
Em 11 de julho de 1976, ela cantou sua famosa música Parlez-moi d'amour na televisão com Claude François no programa La Bande à Cloclo. No início da década de 1980, ainda fazia espetáculos como antigamente, sempre com o vestido azul, por exemplo para a Associação La roue tourne como no Palácio de Inverno de Lyon com Marcel Zanini no mesmo programa.

### Vida privada e morte
Depois de ficar noiva do compositor Jean Delettre (1902-1980), ela se casou com seu primeiro marido em Nova York em 11 de junho de 1926, Joseph Roger Durrière (1897-1973) de quem se divorciou em 22 de julho de 1931. Em seu segundo casamento, em 9 de outubro de 1939, casou-se com o cantor Jacques Pills (nome artístico de René Ducos) na Câmara Municipal do 8º arrondissement de Paris. Da união nasceu em abril de 1941 uma filha, Jacqueline, que se tornou cantora, venceu o Festival Eurovisão da Canção 1960, com o título Tom Pillibi.
O casal se divorciou em 3 de julho de 1950. Jacques Pills casou-se novamente com Édith Piaf em 1952, de quem se divorciou cinco anos depois.
Ela não é parente do diretor Jean Boyer.
A "Dama de azul" faleceu aos 82 anos em 6 de dezembro de 1983, no 10º arrondissement de Paris. Ela está enterrada no cemitério parisiense de Bagneux (Hauts-de-Seine), perto de Paris.

## Revistas
- Novembro de 1926: La Revue de Montmartre, crítica de Georges Merry e Géo Charley, Théâtre du Perchoir

- Outubro de 1940: Soyons Parisiens, crítica de Albert Willemetz e Jean Deyrmont, Théâtre des Nouveautés

## Discografia (não exaustiva)
1926
- Ça ne s’apprend pas (Pierre Bayle/Eblinger)
- Tu me demandes si je t’aime[9] (Jean Bertet et Vincent Scotto/Vincent Scotto)

1927
- Youp et Youp
- Pas comme avec toi
- On trompe son mari (Georges Lignereux et Léopold Marchès/Philippe Parès et Georges van Parys), de l'opérette La Petite Dame du train bleu
- L’amour est un jeu, de l'opérette La Petite Dame du train bleu
- Je l’aimais tant, de l'opérette La Petite Dame du train bleu
- Qui m’aurait dit, de l'opérette La Petite Dame du train bleu

1930
- Dans la fumée (Charles Trenet/Jane Bos)
- Le Coup dur
- Parle-moi
- Prenez mes roses
- Mon sort est dans vos mains (Léon Uhl/Thomas Waller)
- Parfum d’amour
- Attends
- Ma p’tit’môme… à moi (Pierre Bayle et R. Chamfleury/Jane Bos)
- C’est un chagrin de femme
- Parlez-moi d'amour (Jean Lenoir)
- Gigolette (M. Eddy/Franz Lehár et R. Ferreol)
- La Belle
- Le Plus Joli Rêve (X/d’Arezzo)

1931
- Désir… (Garde-moi dans tes bras)[10] (Bertal-Maubon/A-H Monfred)
- Les Filles qui la nuit (Maurice Aubret et Léo Lelièvre fils/Jean Boyer)
- Ah ! pourquoi mens-tu ? (Camille François et Jean Lenoir/Jean Lenoir)

1932
- La Barque d’Yves (Jean H. Tranchant/Jean Tranchant)
- Landerirette (Jamblan/Jean Delettre)
- Ballade (Jamblan/Jean Delettre)

1933
- Si petite (Gaston Claret/Pierre Bayle)
- Des mots nouveaux (Maurice Aubret/Jean Delettre)
- La Voyageuse (Maurice Aubret/Jean Delettre)
- Tourne et vire (Jean Tranchant), avec Jacques Pills
- Parle-moi d’autre chose (Jean Delettre)
- Moi, j’crache dans l’eau (Jean Tranchant)

1934
- J’ai rêvé de t’aimer (Charles Fallot/Gustave Goublier)
- L’Étoile d’amour (Charles Fallot/Paul Delmet)

1935
- Un amour comme le nôtre (Axel Farel/Charles Borel-Clerc)
- Ta main (Maurice Aubret/Jean Delettre)
- Hands Across the Table (Parish/ Jean Delettre)
- Chez moi (Venez donc chez moi) (Jean Féline/Paul Misraki)
- Parle-moi de toi
- Mais si tu pars (H. Lepointe et Louis Poterat/T. Grouya et Jean Delettre)

1936
- C’est toujours la même chanson (Roger Fernay/Jean Delettre)
- Traversée
- L’Hôtel du Clair-de-lune (Rosemonde Gérard/Jaque-Simonot)
- Estampe marocaine
- Les prénoms effacés (Jean Tranchant)

1937
- C’est à Robinson (Jean de Létraz/Jean Delettre et Alec Siniavine), de l’opérette La Belle Saison
- La Vagabonde, de l’opérette La Belle Saison
- Pour toi, de l’opérette La Belle Saison
- La Romance du printemps, de l’opérette La Belle Saison, avec Jacques Pills et Georges Tabet
- Chez nous, de l’opérette La Belle Saison, avec Jacques Pills et Georges Tabet
- Mon meilleur ami
- Entraîneuse (Georges Tabet)

1939
- Mon p’tit kaki (René Bernstein/Georges van Parys)

1940
- Parti sans laisser d’adresse (J. Payrac et F. Gardoni/Pierre Dudan)

1941
- Berceuse (Bruno Coquatrix)
- J'ai raté la correspondance (Mireille Brocey/Georges van Parys)
- C’est mon quartier (Louis Poterat/Maurice Yvain)
- La Lettre à Nini
- Quand vous serez bien vieille
- Si l’on avait enregistré (Mireille Brocey/Bruno Coquatrix)
- C’est ma rengaine (Lucienne Boyer/Fred Arlys)

1942
- Que reste-t-il de nos amours ? (Charles Trenet/Léo Chauliac)

1943
- Bonne nuit, mon amour, mon amant (A. Poterat Jacques/Bruno Coquatrix)
- Aussi simple que ça (Miarka Laparcerie)

1944
- Colombe

1945
- Rêver (René Rouzaud et Rachel Thoreau/Guy Luypaerts)
- Je ne crois plus au Père Noël
- De la Madeleine à l’Opéra (Georges Tabet)
- Mon cœur est un violon (Jean Richepin/Miarka Laparcerie)

1946
- Un air d’accordéon (Henri Contet/P. Durand)

1947
- Mon petit bal musette (E. Checkler/Georges Tabet)
- Le Petit Trottin ou Une simple histoire (André Hornez/Henri Bourtayre)
- Un air d'accordéon

1950
- Le Relais des hirondelles (Jean Lambertie et Lucienne Boyer/Pierre Arvay)
- J’entends ta voix (Jean Lambertie et Lucienne Boyer/Pierre Arvay)
- Laissez-moi seule (Jean Lambertie et Lucienne Boyer/Pierre Arvay)
- Nuit bleue (Lucienne Boyer/Franck Pourcel et Claude Normand)

1971
- L'amour se porte bien (Pascal Sevran et Serge Lebrail/Pascal Auriat)
- Si quelqu'un vient vous dire (Pascal Sevran et Serge Lebrail/Pascal Auriat)

## Filmografia
- 1970: Ils de Jean-Daniel Simon
- 1970: Le Clair de Terre de Guy Gilles: a cantora
- 1977: Le Passe-muraille de Pierre Tchernia